# 板倉勝清
板倉 勝清（いたくら かつきよ）は、江戸時代中期の大名・老中。始め15000石。陸奥国泉藩2代藩主、遠江国相良藩主、上野国安中藩主。官位は従四位下・佐渡守、侍従。重形系板倉家3代。

## 略歴
板倉重同の長男。
幕府では長年若年寄を勤め、泉から相良、さらに安中とめまぐるしく増転封を繰り返す。延享4年（1747年）には分家の旗本7000石板倉勝該が勝清を殺害しようとして、肥後国熊本藩主細川宗孝を殺害するという事件が発生した。本家筋にあたる勝清が狂疾で家政に能わざるとみた勝該を廃嫡しようとしたところを逆恨みしての事件といわれる（本分家の諍いでなく、元より細川宗孝が標的とする異説もある）。
寺社奉行、若年寄、側用人、西丸老中を経て、明和6年（1769年）には本丸老中に起用される。安永9年（1780年）まで務め、在職のまま没した。跡は長男・勝暁が継いだ。

## 経歴
- 1707年（宝永4年） 生まれ
- 1717年（享保2年） 家督相続
- 1735年（享保20年） 寺社奉行、若年寄
- 1746年（延享3年） 陸奥泉より遠江相良へ転封
- 1747年（延享4年） 熊本侯細川宗孝殺害事件
- 1748年（寛延元年） 5,000石加増
- 1749年（寛延2年） 相良より上野安中に転封
- 1760年（宝暦10年） 側用人
- 1767年（明和4年） 西の丸老中格、1万石加増、都合3万石を領する。
- 1769年（明和6年）8月18日 老中
- 1780年（安永9年）5月28日 死去、享年74。

## 系譜
父母
- 板倉重同（父）

正室
- 板倉重冬の娘

子女
- 板倉勝暁（長男）
- 北条氏興（次男） - 玉縄北条氏に養子入り。
- 内藤正久（三男）
- 本堂親房（四男） - 本堂豊親の養子。
- 板倉勝矩（五男） - 板倉勝行の養子。
- 板倉勝意（六男）
- 太田資俊正室 - 板倉重治の養女
- 水野忠見正室

養女
- 土井利厚正室[5]